# Kurort Baunt
Kurort Baunt (ros. Курорт Баунт) – osiedle w Rosji, w Buriacji, w rejonie bauntowskim. W 2010 liczyło 39 mieszkańców.